# Joseph Silva

Zawodnik Rutgers Scarlet Knights

Zawodnik Michigan Wolverines

Joseph "Joey" Andres Silva (ur. 22 października 1999) – portorykański i amerykański zapaśnik walczący w stylu wolnym. Zajął dziewiąte miejsce na mistrzostwach świata w 2024 roku. 
Brązowy medalista igrzysk panamerykańskich w 2023. Wicemistrz panamerykański w 2022, 2023, 2024 i 2025 roku.
Zawodnik Lake Highland Preparatory School, University of Michigan i Rutgers University.